# École de Berck

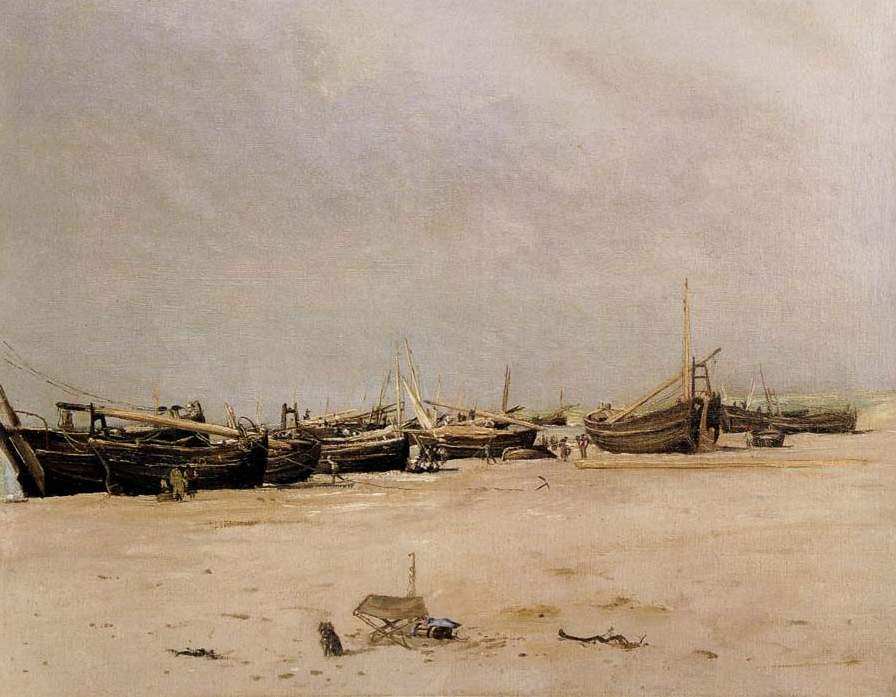
Ludovic Lepic : La Plage de Berck au pliant (1877).

 (décembre 2020).
Si vous disposez d'ouvrages ou d'articles de référence ou si vous connaissez des sites web de qualité traitant du thème abordé ici, merci de compléter l'article en donnant les références utiles à sa vérifiabilité et en les liant à la section « Notes et références ».
L'école de Berck est un foyer français de création artistique regroupant des peintres et des sculpteurs, situé dans la ville de Berck (Pas-de-Calais), de 1877 au début de la Première Guerre mondiale avec un prolongement réduit pendant l'entre-deux-guerres. 
Cette « école »  est une colonie d'artistes initiée par le peintre Ludovic-Napoléon Lepic. Elle appartient à un mouvement plus large, appelé « école des peintres de la Côte d'Opale », qui regroupe d'autres colonies d'artistes, comme la colonie artistique d'Étaples et l'école de Wissant.

## Histoire
L'École de  Berck voit le jour en 1877 sous l'impulsion de Ludovic-Napoléon Lepic et, dans la continuité, de Jan Lavezzari.
Cette petite ville de la côte d'opale, avec sa marine d'échouage, a vu, dès 1860, l'arrivée de peintres, comme Eugène Lavieille, Auguste Renoir, Alfred Sisley et Jules Le Cœur, puis début 1870, de Louis Latouche. Édouard Manet y séjourne en juillet 1873, et cette même année, Eugène Boudin mentionne Berck dans une lettre envoyée à son frère, il y réalise un nombre important d'études et d'œuvres jusqu'en 1894.  
Entre 1861, date de la construction de l'hôpital maritime qui joue aussi un rôle dans la venue d'artistes peintres, et 1881, la population locale passe de 2 703 à 4 590 habitants. Sa flotte de pêche d'échouage, avec les flobarts, la plus importante en France, ne peut plus rivaliser avec l'arrivée de la motorisation, elle demeure, néanmoins, une source d'inspiration pour les artistes, Francis Tattegrain est un des peintres majeurs de ce Berck de pécheurs. Puis les trois dernières décennies du XIXe siècle voient l'émergence du Berck balnéaire, source d'inspiration des peintres, et médical, avec, après l'agrandissement de l'hôpital maritime, la construction d'établissements de santé.
L’attractivité mondaine du Berck des années 1880 à 1910 explique la venue de peintres comme Charles Viditz, artiste à Barbizon, Léonie-Marie Hécart qui peint Le Départ pour la pêche à Berck-sur-Mer en 1902, Emmanuel Lansyer, Eugène Boudin, Eugène Chigot qui y installe son atelier en 1893, Charles Roussel. Jules-Edmond Tassart de Compiègne et Henri Chapuis (Plage de Berck, 1881) y deviennent même propriétaires. 

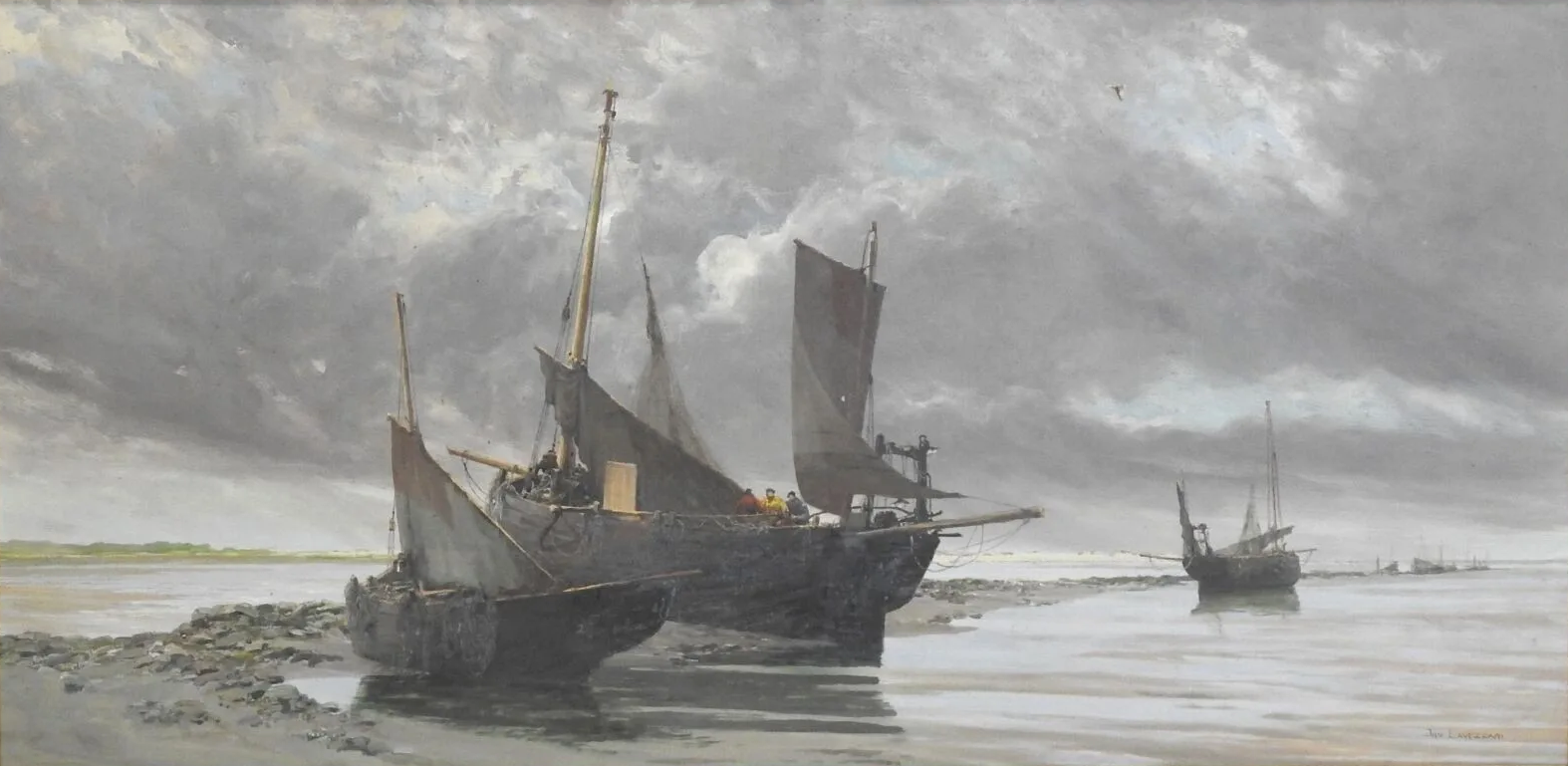
Bateaux échoués sur la digue Barrois en baie d'Authie.

Les espaces dunaires et la baie d'Authie sont des sujets, souvent repris dans la peinture berckoise, qu'affectionnent Émile Lavezzari, Jules Breton, Emmanuel Lansyer, Lepic, Tattegrain et Charles Roussel. Le peintre boulonnais Hubert Eugène Bénard dispose une de ses carcasses de bateau sur la plage de Berck que l'on retrouve dans les compositions d’Émile Lavezzari, de Jan Lavezzari, de Francis Tattegrain et, plus tard, chez Louis Montaigu.
En 1891, Tattegrain, et son amie la baronne James de Rotschild, sont les acteurs principaux, avec des notables locaux, à la création d'un asile maritime destiné à recueillir les vieux marins et matelotes dépourvus de soutien familial. Il en est le président du conseil d’administration, et cela va jouer un rôle dans l’activité artistique à Berck. En effet, Tattegrain envoie au salon des artistes français de 1894, le tableau Les quêteuses de l'asile des vieux matelots, toile acquise par le musée de Calais et détruite en 1940, puis, les portraits des pensionnaires peints par Francis Tattegrain sont présentés lors de l’exposition universelle de 1900 et y obtiennent une médaille d’or. Des peintres comme Jean Laronze, Alexandre Nozal, Albert Besnard, Fernand Quignon et Marius Chambon, qui fonde en 1933, La Société berckoise d'encouragement aux arts, font soigner leurs enfants par le docteur François Calot à l'hôpital maritime de Berck. En 1893, Marie Cazin réalise Le Monument aux docteurs Cazin et Perrochaud. Un autre artiste, reconnu comme représentant majeur et prolifique de l'École de Berck, est Eugène Trigoulet, arrivé à Berck en 1898. 
En 1909, Jan Lavezzari achève la décoration de l’hôtel de ville.
La mort d'Eugène Trigoulet et le début de la Première Guerre mondiale marquent la fin de l'École de Berck même si, des artistes comme Roussel, Lavezzari, Chambon et Montaigu continuent après cette guerre, mais d'une manière plus réduite jusqu'à la Seconde Guerre mondiale.
Des œuvres de ces artistes sont visibles au musée de France d'Opale Sud de Berck.

## Artistes de l'école de Berck
- Hubert Eugène Bénard
- Albert Besnard
- Eugène Boudin
- Jules Breton
- Marie Cazin
- Marius Chambon
- Henri Chapuis
- Jean Laronze
- Emmanuel Lansyer
- Louis Latouche
- Émile Lavezzari
- Jan Lavezzari
- Eugène Lavieille
- Charles Leforestier
- Jules Le Cœur
- Ludovic-Napoléon Lepic

- Édouard Manet
- Louis Montaigu
- Alexandre Nozal
- Fernand Quignon
- Auguste Renoir
- Charles Roussel
- Alfred Sisley
- Jules-Edmond Tassart
- Eugène Trigoulet
- Charles Viditz

## Pour approfondir

### Articles Connexes
- Berck
- Musée de Berck
- École de Wissant
- Colonie artistique d'Étaples